# Ducktown
Ducktown is een plaats (city) in de Amerikaanse staat Tennessee, en valt bestuurlijk gezien onder Polk County.

## Demografie
Bij de volkstelling in 2000 werd het aantal inwoners vastgesteld op 427.
In 2006 is het aantal inwoners door het United States Census Bureau geschat op 402, een daling van 25 (-5,9%).

## Geografie
Volgens het United States Census Bureau beslaat de plaats een oppervlakte van
5,0 km², geheel bestaande uit land. Ducktown ligt op ongeveer 469 m boven zeeniveau.

## Plaatsen in de nabije omgeving
De onderstaande figuur toont nabijgelegen plaatsen in een straal van 32 km rond Ducktown.